# Resurgam (schip, 1879)

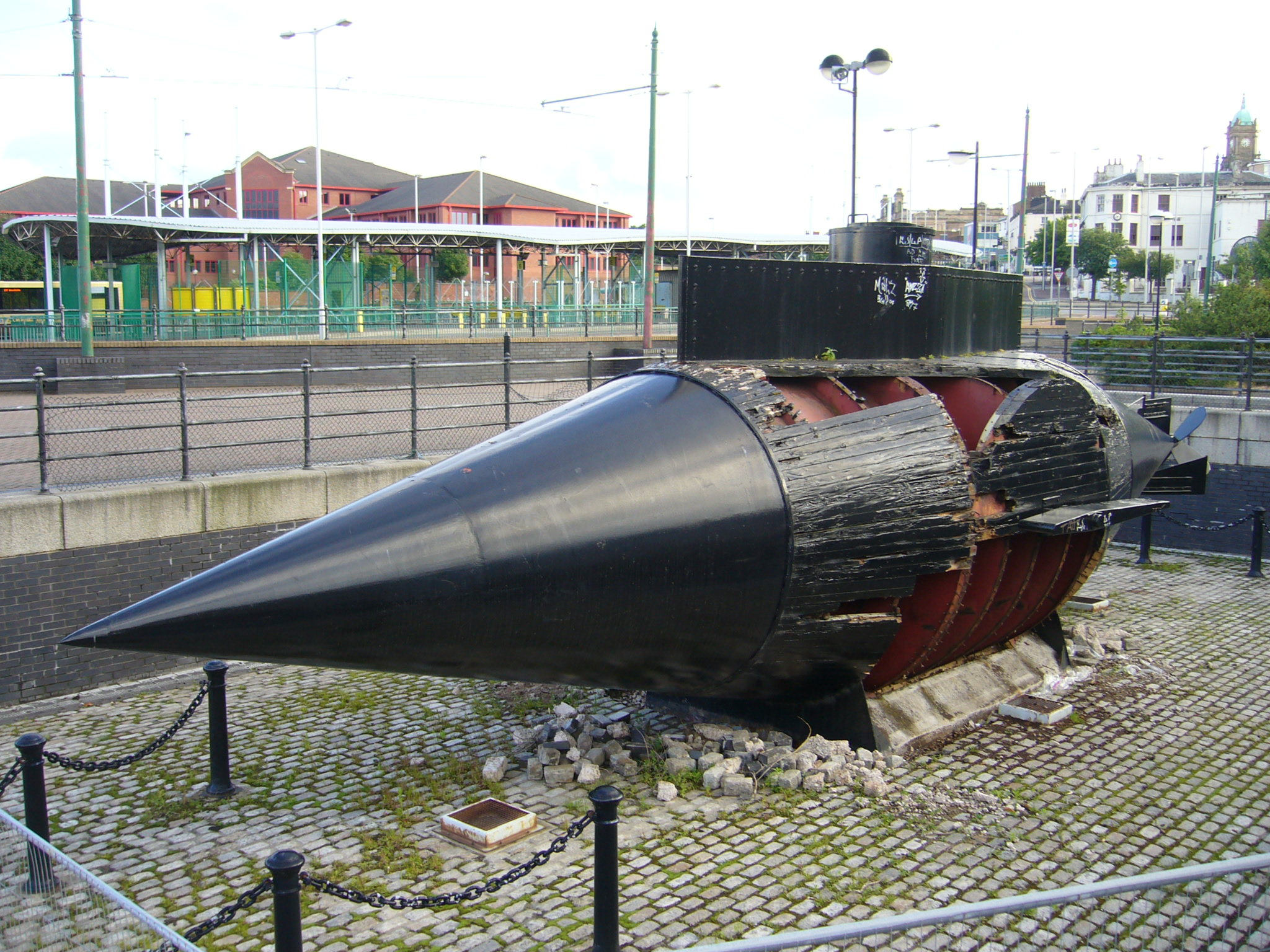
Een replica van de Resurgam

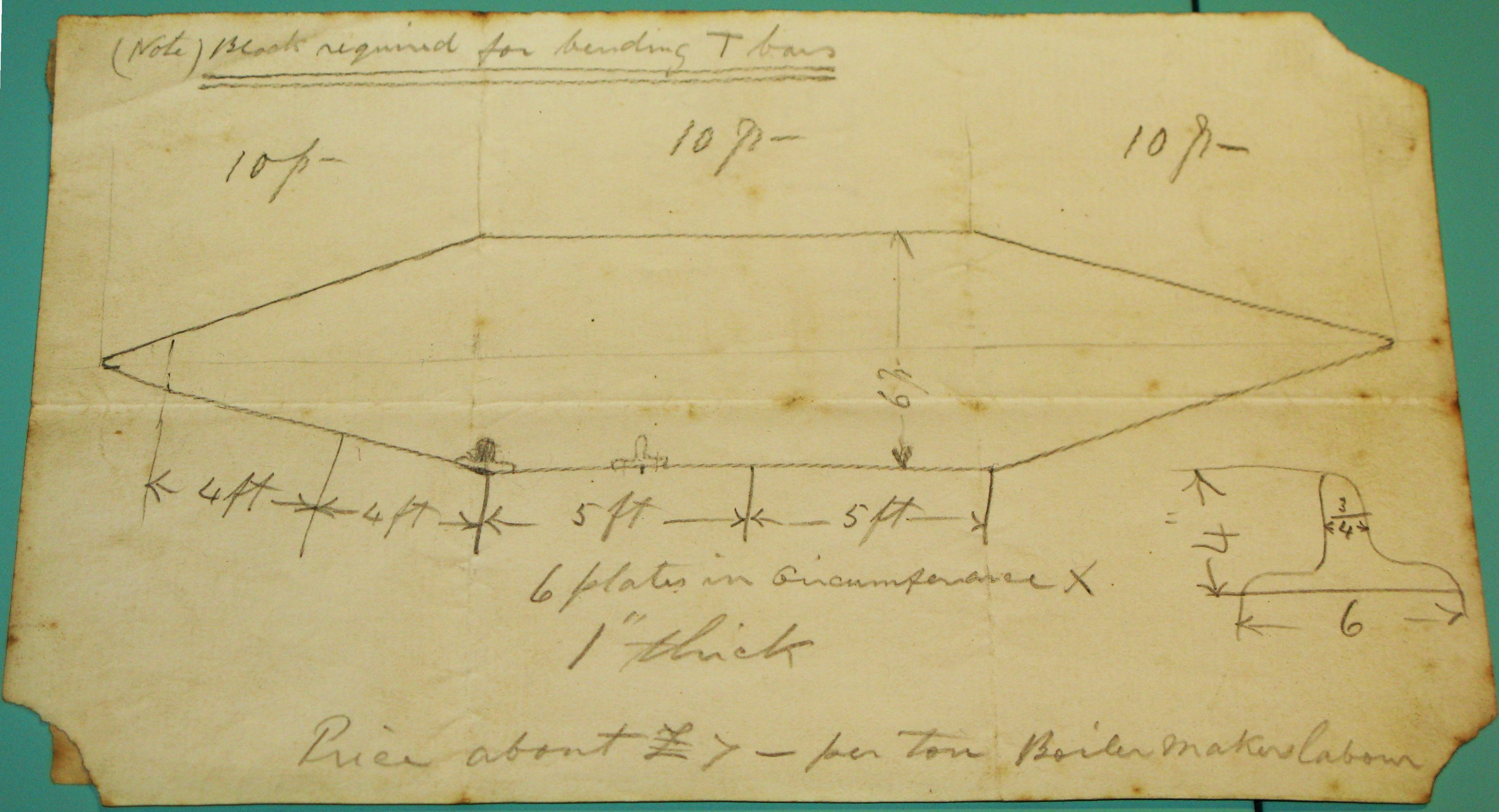
Garretts oorspronkelijke schets van de Resurgam

De Resurgam was een van de eerste onderzeeërs. Deze uiterst primitieve onderzeeboot, gebouwd in 1879, was bedoeld om verdedigingsnetten rondom vijandelijke schepen te doorbreken.
In die tijd was onder- en weer opduiken technisch wel te doen, maar een werkbare aandrijving voor onder water ontwerpen bleek in de praktijk erg lastig. Iedere ontwerper liep tegen dit probleem op en een fatsoenlijke oplossing bleef lange tijd ver weg.

## George Garrett en Jules Verne
In 1870 publiceerde Jules Verne zijn boek Twintigduizend mijlen onder zee. Dit boek vormde een belangrijke inspiratiebron voor George Garrett, een jonge Britse dominee, die concludeerde dat zijn roeping elders lag. Hij toog naar Cambridge en voltooide daar een technische studie aan het Trinity College.  Vanaf die tijd toonde hij grote interesse in mechanische techniek. Op 26-jarige leeftijd publiceerde hij gedetailleerde bouwtekeningen voor een duikboot, die de vorm had van een kogel. Hij noemde zijn ontwerp Resurgam (vrij vertaald uit het Latijn: "duik weer op") en schraapte 1500 pond bijeen om deze ook daadwerkelijk te laten bouwen aan de oever van de Mersey.

## Voortstuwing
Aan het wateroppervlak zorgde een op kolen gestookte eencilinderige stoommachine voor aandrijving. Moest het vaartuig duiken, dan ging de kachel uit en resteerde er (theoretisch) voldoende warmte om de Resurgam een uur lang onder water te laten varen. Daarna moest de boot weer opduiken. Het bleek een gevaarlijk ontwerp omdat de stoommachine veel koolstofmonoxide afgaf en er dus voortdurend CO-vergiftiging dreigde. Weliswaar ontwierp Garrett een beademingsapparaat zodat de bemanning haar hachje er niet bij inschoot, maar dit functioneerde zeker niet feilloos. Verder beschikte deze duikboot amper over boordinstrumenten en nam Garrett voor verlichting van het interieur zijn toevlucht tot kaarsen.

## Boot zinkt tijdens transport

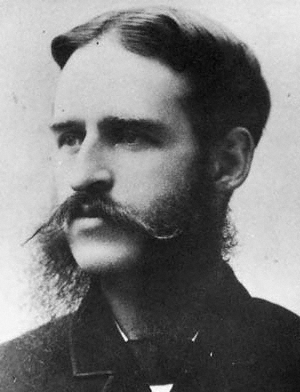
George Garrett

Garrett vatte het idee op om zijn ontwerp te tonen tijdens de vlootschouw in Portsmouth in 1880. Daarom koos op 10 december 1879 de Resurgam met twee bemanningsleden aan boord het ruime sop, geëscorteerd door Garrett aan boord van een stoomjacht. Na een korte pauze in Rhyl, voer de  Resurgam op 25 februari 1880 weer verder. 
Door het slechte weer had Resurgam last van hoge golven. De sleepkabel brak en de Resurgam zonk. Ruim een eeuw lang bleven pogingen om het wrak te ontdekken vruchteloos. Garrett kon de Britse marine dus geen indruk geven van zijn ontwerp.

## Ontdekking
Na ruim een eeuw ontdekte een visser bij toeval het wrak van de Resurgam. Visser Dennis Hunt merkte dat zijn netten in de buurt van Rhyl achter iets bleven hangen en zijn vriend Keith Hurley stak de helpende hand toe. Hurley was tevens duiker en zo ontdekte hij in 1995, na meer dan honderd jaar, het wrak van een der eerste voorlopers van de moderne duikboten.  